# Nothoscordum
Die Nothoscordum, manchmal auch Bastardlauch oder Bastardblumen genannt, bilden eine Pflanzengattung in der Unterfamilie der Lauchgewächse (Allioideae). Der Gattungsname Nothoscordum ist aus dem Griechischen abgeleitet: notho für falsch und scordum für Knoblauch (bzw. Schlangenlauch). Die Gattung umfasst etwa 25 Arten.

## Beschreibung und Ökologie

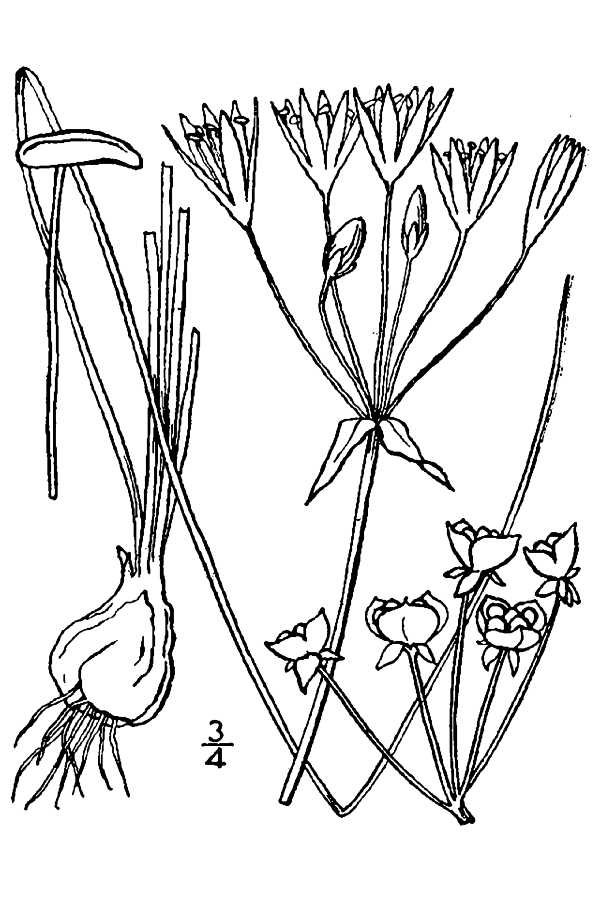
Illustration von Nothoscordum bivalve

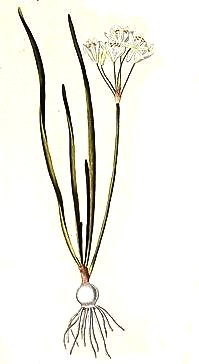
Illustration von Nothoscordum bivalve

Nothoscordum-Arten sind ausdauernde krautige Pflanzen. Die Pflanzenteile riechen kaum oder nicht nach Knoblauch oder Zwiebeln. Diese Geophyten bilden eiförmige Zwiebeln mit einer häutigen Umhüllung und vielen Brutzwiebeln als Überdauerungsorgane. Die Laubblätter sind meist während der Blütezeit vorhanden. Die Laubblätter sind wechselständig und meist spiralig in einer grundständigen Rosette angeordnet. Die ungestielten, einfachen, parallelnervigen Laubblätter sind linealisch und fadenförmig. Der Blattrand ist glatt.
Der Blütenstandsschaft ist meist hohl, manchmal in einzelnen Bereichen solid. Die ursprünglich doldige Blütenstände enthält meist mehrere Blüten. Die zwei häutigen Hochblätter schützen die Blüten im knospigen Zustand. Die aufrechten Blütenstiele sind unterschiedlich (1 bis 5 cm) lang. Die zwittrigen, radiärsymmetrischen Blüten sind dreizählig und duften oft. Die meist sechs, bei manchen Arten acht (Ausnahme innerhalb der Einkeimblättrigen), fast gleichgestaltigen Blütenhüllblätter sind an ihrer Basis auf etwa ein Drittel ihre Länge röhrig verwachsen. Die freien Bereiche der Blütenhüllblätter sind oft sternförmig ausgebreitet. Die Farben der Blütenhüllblätter reichen von weiß bis gelb. Es sind zwei Kreise mit je drei fertilen Staubblätter vorhanden, sie sind untereinander frei, aber mit der Basis der Blütenhüllblätter verwachsen und überragen diese nicht. Die Staubfäden sind pfriemförmig und an ihrer Basis verbreitert. Die drei Fruchtblätter sind zu einem oberständigen Fruchtknoten verwachsen mit einigen (bis zu zwölf) Samenanlagen je Fruchtknotenkammer. Der fadenförmige Griffel endet in einer kleinen Narbe. Es sind Septalnektarien vorhanden. Die Bestäubung erfolgt durch Insekten (Entomophilie).
Es werden dreigelappte, häutige, lokulizide Kapselfrüchte gebildet, die einige Samen enthalten. Die ölhaltigen, durch Phytomelane schwarzen Samen sind kantig, abgeflacht bis flach.

## Systematik und Verbreitung

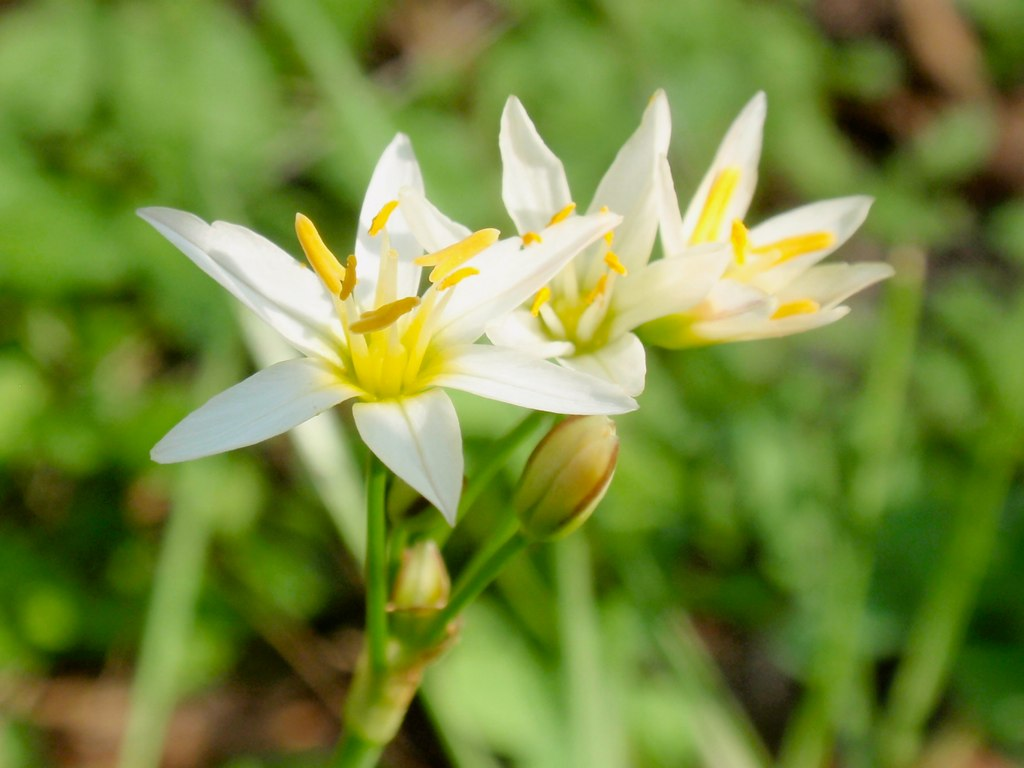
Ausschnitt eines Blütenstandes von Nothoscordum bivalve

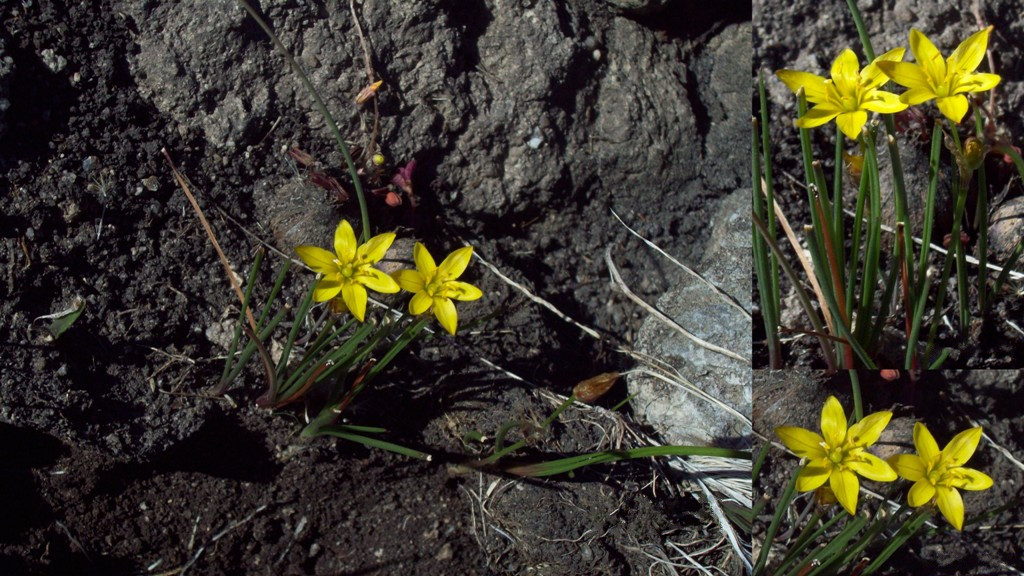
Habitus und Blütenstände von Nothoscordum montevidense

Die Gattung Nothoscordum wurde 1843 durch Karl Sigismund Kunth in Enumeratio Plantarum, 4, S. 457 aufgestellt. Typusart ist Nothoscordum striatum (Jacq.) Kunth., heute ein Synonym von Nothoscordum bivalve (L.) Britton var. bivalve. Ein Synonym für Nothoscordum Kunth ist: Zoellnerallium Crosa.
Die Gattung Nothoscordum gehört zur Tribus Ipheieae in der Unterfamilie Gilliesioideae innerhalb der Familie Alliaceae.
Einige Arten der Gattung Nothoscordum werden von manchen Autoren in die Ipheion eingeordnet, gehören zur, beispielsweise Nothoscordum sellowianum oder Nothoscordum dialystemon. Meistens enthalten die doldigen Blütenstände der Nothoscordum-Arten mehrere Blüten und der Ipheion-Arten nur eine Blüte, aber es existieren Ausnahmen. Andere Gattungen, in denen manche der Nothoscordum-Arten eingeordnet werden, sind: Milla, Tristagma, Brodiaea, Beauverdia.
Die Gattung Nothoscordum ist ursprünglich in der Neuen Welt weitverbreitet. Die meisten Arten kommen in Südamerika vor, einige gibt es auch in Nordamerika. In vielen Ländern sind einige Arten invasive Pflanzen.
Die Gattung Nothoscordum enthält 25 bis 85 Arten:
- Nothoscordum achalense Ravenna: Sie kommt nur in der argentinischen Provinz Córdoba vor.[3]
- Nothoscordum albitractum Ravenna: Sie kommt nur in der argentinischen Provinz Jujuy vor.[3]
- Nothoscordum altillanense Ravenna & Biurrun: Sie kommt nur in der argentinischen Provinz La Rioja vor.[3]
- Nothoscordum andicola Kunth: Sie ist von Peru bis ins nordwestlichen Argentinien verbreitet.[3]
- Nothoscordum andinum (Poepp.) Kunth ex Fuentes (Syn.: Nothoscordum strictum Gay, Nothoscordum brevispathum Phil., Nothoscordum sellowianum var. brevispathum (Phil.) Fuentes, Nothoscordum poeppigii (Kunth) Fuentes): Sie ist von Chile bis zu den argentinischen Provinzen Mendoza sowie San Juan verbreitet.[3]
- Nothoscordum aparadense Ravenna[3]
- Nothoscordum arenarium Herter[3]
- Nothoscordum auratum Ravenna[3]
- Nothoscordum bahiense Ravenna[3]
- Nothoscordum balaenense Ravenna[3]
- Nothoscordum basalticum Ravenna[3]
- Nothoscordum bivalve (L.) Britton: Es gibt zwei Varietäten:[3]
  - Nothoscordum bivalve (L.) Britton var. bivalve (Syn.: Nothoscordum flavescens Kunth, Nothoscordum ornithogaloides (Walter) Kunth, Nothoscordum sellowianum Kunth, Nothoscordum striatellum (Lindl.) Kunth, Nothoscordum striatum (Jacq.) Kunth, Nothoscordum subbiflorum (Colla) Walp., Nothoscordum philippianum Kunth & C.D.Bouché, Nothoscordum gramineum Beauverd, Nothoscordum texanum M.E.Jones): Sie ist in der Neotropis verbreitet.[3]
  - Nothoscordum bivalve var. nanum (Griseb.) Guagl.: Sie ist im nordöstlichen Argentinien verbreitet.[3]
- Nothoscordum boliviense Ravenna[3]
- Nothoscordum bonariense (Pers.) Beauverd[3]
- Nothoscordum ×borbonicum Kunth[3]
- Nothoscordum calcaense Ravenna[3]
- Nothoscordum calderense Ravenna[3]
- Nothoscordum cambarense Ravenna[3]
- Nothoscordum capivarinum Ravenna[3]
- Nothoscordum carambolense Ravenna[3]
- Nothoscordum catharinense Ravenna[3]
- Nothoscordum clevelandicum Ravenna[3]
- Nothoscordum collinum Ravenna[3]
- Nothoscordum conostylum Ravenna[3]
- Nothoscordum correntinum Ravenna[3]
- Nothoscordum curvipes Ravenna[3]
- Nothoscordum cuyanum Ravenna[3]
- Nothoscordum demissum Ravenna[3]
- Nothoscordum dialystemon (Guagl.) Crosa[3]
- Nothoscordum dynamiandrum Ravenna[3]
- Nothoscordum empedradense Ravenna[3]
- Nothoscordum entrerianum Ravenna[3]
- Nothoscordum exile Ravenna[3]
- Nothoscordum famatinense Ravenna[3]
- Nothoscordum gaudichaudianum Kunth[3]
- Nothoscordum glareosum Ravenna[3]
- Nothoscordum gracile (Aiton) Stearn: Sie kommt ursprünglich in Südamerika vor und ist in Nordamerika ein Neophyt.[3][4]
- Nothoscordum gracilipes Ravenna[3]
- Nothoscordum ibiramense Ravenna[3]
- Nothoscordum ineanum Ravenna[3]
- Nothoscordum inundatum Ravenna[3]
- Nothoscordum ipacarainum Ravenna[3]
- Nothoscordum itatiense Ravenna[3]
- Nothoscordum izaguirreae Crosa[3]
- Nothoscordum jaibanum Ravenna[3]
- Nothoscordum leptogynum Ravenna[3]
- Nothoscordum luteomajus Ravenna[3]
- Nothoscordum luteominus Ravenna[3]
- Nothoscordum macrantherum (Kuntze) Beauverd[3]
- Nothoscordum mahui Traub[3]
- Nothoscordum moconense Ravenna[3]
- Nothoscordum modestum Ravenna[3]
- Nothoscordum montevidense Beauverd[3]
- Nothoscordum nublense Ravenna[3]
- Nothoscordum nudicaule (Lehm.) Guagl.[3]
- Nothoscordum nudum Beauverd[3]
- Nothoscordum nutans Ravenna[3]
- Nothoscordum ostenii Beauverd[3]
- Nothoscordum pachyrhizum Ravenna[3]
- Nothoscordum paradoxum Ravenna[3]
- Nothoscordum patricium Ravenna[3]
- Nothoscordum pedersenii Ravenna[3]
- Nothoscordum pernambucanum Ravenna[3]
- Nothoscordum planifolium Ravenna[3]
- Nothoscordum portoalegrense Ravenna[3]
- Nothoscordum pulchellum Kunth[3]
- Nothoscordum punillense Ravenna[3]
- Nothoscordum rigidiscapum Ravenna[3]
- Nothoscordum saltense Ravenna[3]
- Nothoscordum scabridulum Beauverd[3]
- Nothoscordum sengesianum Ravenna[3]
- Nothoscordum serenense Ravenna[3]
- Nothoscordum setaceum (Baker) Ravenna[3]
- Nothoscordum stenandrum Ravenna[3]
- Nothoscordum subtile Ravenna[3]
- Nothoscordum tafiense Ravenna[3]
- Nothoscordum tarijanum Ravenna[3]
- Nothoscordum tenuifolium Ravenna[3]
- Nothoscordum tibaginum Ravenna[3]
- Nothoscordum tricostatum Ravenna[3]
- Nothoscordum tuyutiense Ravenna[3]
- Nothoscordum umburucuyanum Ravenna[3]
- Nothoscordum uruguaianum Ravenna[3]
- Nothoscordum velazcoense Ravenna[3]
- Nothoscordum vernum Phil.[3]
- Nothoscordum vigilense Ravenna[3]
- Nothoscordum yalaense Ravenna[3]
- Nothoscordum yatainum Ravenna[3]

Vier südamerikanische Nothoscordum-Arten wurden 2014 in die reaktivierte Gattung Beauverdia Herter gestellt:
- Nothoscordum dialystemon (Guagl.) Crosa → Beauverdia dyalistemon (Guagl.) Sassone & Guagl.
- Nothoscordum hirtellum (Kunth) Herter → Beauverdia hirtella (Kunth) Herter subsp. hirtella: Es gibt zwei Unterarten:
- Nothoscordum lorentzii (Herter) Ravenna → Beauverdia hirtella subsp. lorentzii (Herter) Sassone & Guagl.
- Beauverdia sellowiana (Kunth) Herter
- Nothoscordum vittatum (Griseb.) Ravenna → Beauverdia vittata (Griseb.) Herter

## Nutzung
In der Gattung Nothoscordum gibt es von wenigen Arten Sorten, die Zierpflanzen für den Garten sind.
Die Zwiebeln von Nothoscordum gracile werden roh oder gegart gegessen; sie dienen als Knoblauch-Ersatz. Allerdings riechen die Pflanzen von Nothoscordum gracile bei Verletzungen nicht nach Knoblauch oder Zwiebeln; diese Art wird als aggressive invasive Pflanze bewertet.